# Staden i mitt hjärta
För andra betydelser, se Staden i mitt hjärta (olika betydelser).
Staden i mitt hjärta är en dokumentärfilm från 1992 av Anders Wahlgren. Filmen är en nostalgisk och kritisk berättelse om rivningarna i de gamla Klarakvarteren som följde av Norrmalmsregleringens genomförande.
Filmen har rönt stor uppmärksamhet i den allmänna debatten om Stockholms stadsplanering under 1990- och 2000-talen.

## Mottagande
Filmen vann 1992 efter premiären Svenska PEN-klubbens Stockholmspris och Svenska arkitekters riksförbunds kritikerpris.
I samband med visningen i SVT 2009 recenserades filmen kritiskt av bland andra Dagens Nyheter, där Staffan Björkman kallade den "ensidig, nostalgisk och förlegad".

## Utdrag
| ”                                                        | De ansvariga var en handfull män med Hjalmar Mehr och Åke Hedtjärn i spetsen. Med nästan diktatoriska metoder genomförde de rivningsplanerna. Med ett listigt politiskt rävspel fick de sin vilja igenom. Och motståndet var svagt. | „ |
| – Anders Wahlgren, dokumentärfilmen Staden i mitt hjärta | |   |

## Visningar
Filmen visades först den 21 april 1992 i Kanal 1. Den 11 september samma år visades den även på Kulturhuset.
Filmen hade premiär den 2 oktober 1992 på Fågel blå i Stockholm, och har repriserats av SVT (1998, 2009, 2012).
Filmen har även visats vid Festival Cinéma Nordique 1995 och Festival International du Film sur l'Art 2007. Titeln har utomlands översatts till The city of my heart (Engelska) respektive La Ville de mon cœur (Franska).